# Gimsjön, Hälsingland
Gimsjön är en sjö i Nordanstigs kommun i Hälsingland och ingår i Harmångersåns huvudavrinningsområde. Sjön har en area på 1,14 kvadratkilometer och ligger 111 meter över havet. Sjön avvattnas av vattendraget Gimmaån (Lingån).

## Delavrinningsområde
Gimsjön ingår i det delavrinningsområde (687524-155464) som SMHI kallar för Utloppet av Gimsjön. Medelhöjden är 123 meter över havet och ytan är 3,21 kvadratkilometer. Räknas de 20 avrinningsområdena uppströms in blir den ackumulerade arean 145,89 kvadratkilometer. Gimmaån (Lingån) som avvattnar avrinningsområdet har biflödesordning 2, vilket innebär att vattnet flödar genom totalt 2 vattendrag innan det når havet efter 36 kilometer. Avrinningsområdet består mestadels av skog (64 procent). Avrinningsområdet har 1,14 kvadratkilometer vattenytor vilket ger det en sjöprocent på 35,5 procent.